# Gare centrale de Nuremberg
La gare centrale de Nuremberg (en allemand : Nürnberg Hauptbahnhof) est une gare ferroviaire allemande, située au centre-ville de Nuremberg dans le land de la Bavière. 
Il s'agit de la plus grande station dans le nord de la Bavière et elle appartient aux vingt stations de la catégorie d'importance la plus élevée attribué par la DB Station&Service (de).

## Situation ferroviaire

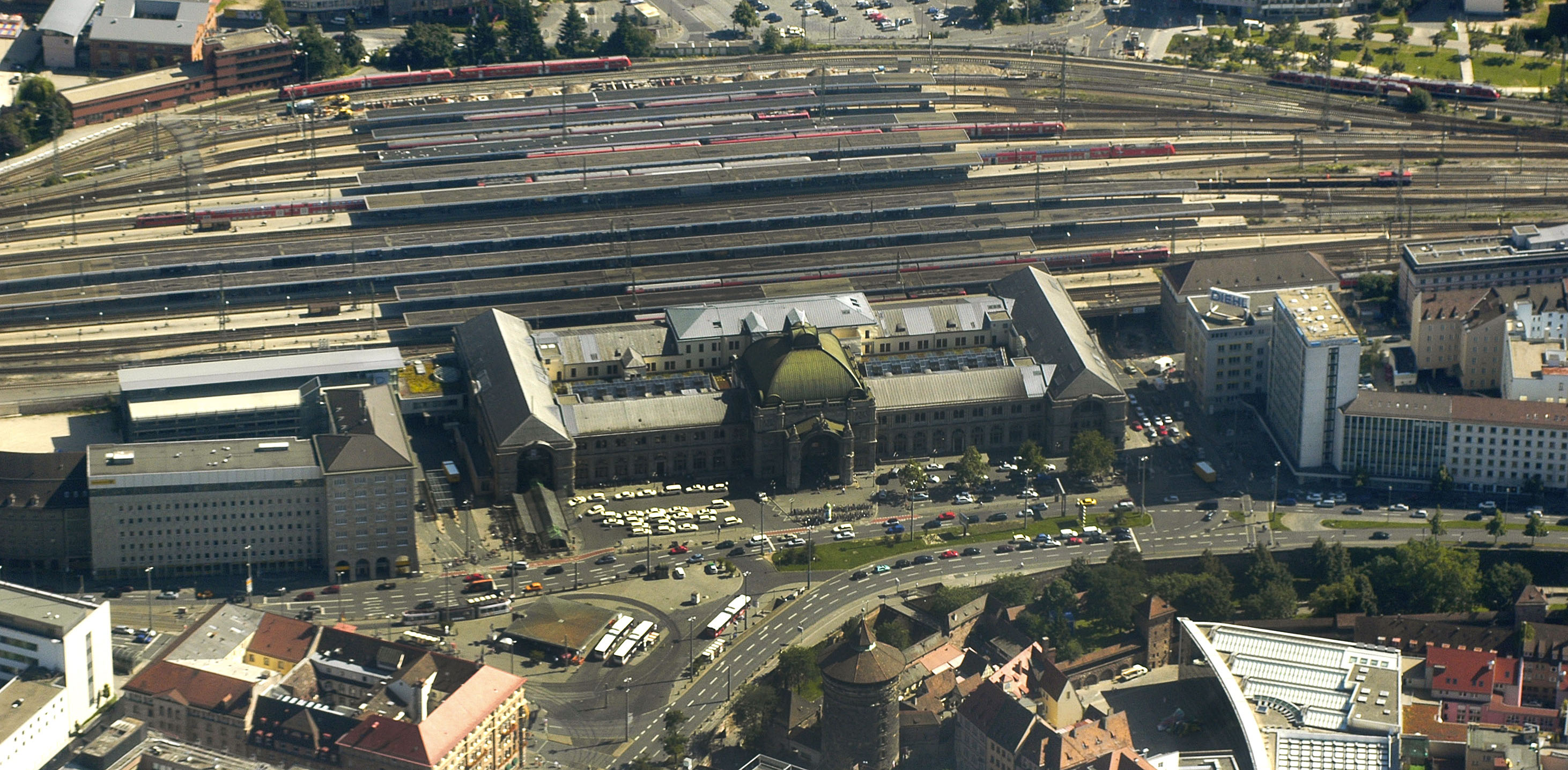
Photographie aérienne de la gare.

Elle se situe au centre de l'axe nord-sud et est-ouest allemand.

## Service des voyageurs

### Desserte
La gare a 21 quais et offre des liaisons vers les principales villes allemandes de Leipzig, Berlin, Augsbourg, Ingolstadt, Munich, Wurtzbourg, Francfort-sur-le-Main et Ratisbonne, ainsi que Linz et Vienne en Autriche et Prague en République tchèque. Plus de 450 trains s'arrêtent quotidiennement dans la gare et plus de 180 000 passagers utilisent la gare en moyenne chaque jour.